# Pastinaca orsinii
Pastinaca orsinii är en flockblommig växtart som beskrevs av Calest. Pastinaca orsinii ingår i släktet palsternackor, och familjen flockblommiga växter. Inga underarter finns listade i Catalogue of Life.